# Насреддин в Ходжент или Очарования принц
„Насреддин в Ходжент или Омагьосания принц“(„Настрадин в Ходжент или Омагьосания принц“) (на руски Насреддин в Ходженте, или Очарованный принц) е съветска комедия от 1959 година по мотиви от повеста на Леонид Соловьов „Очарования принц“. Премиерата на филма е през декември 1959 година в Душанбе. В Москва е показан за първи път на 14 март 1960 година.

## Сюжет
Насреддин Ходжа пристига в колоритния средновековен град Ходжент. Там той се запознава с известен багдадски крадец. Заедно те освобождават четиридесет ходжентски девойки, продадени в робство. Насреддин с помощта на хитрост, интриги и главатаря на разбойниците Али Баба, успява да разобличи жестокия владетел на Ходжент и да освободи от плен очарования принц.

## В ролите
- Гурген Тонунц като Насреддин Ходжа
- Сталина Азаматова като Зумрад
- Марат Арипов като багдатския крадец
- Дилмар Касимова като съпругата на Насреддин
- Тахир Сабиров като очарования принц
- Шамси Джураев като Камилбек